# The Dunciad

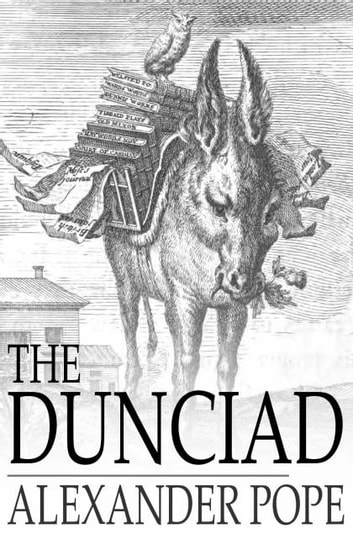
Portada del libro The Dunciad escrito por Alexander Pope.

The Dunciad, traducible al español por algo así como La Soseida, es un poema narrativo satírico o epopeya burlesca escrito por el poeta inglés Alexander Pope (1688-1744), del cual redactó tres versiones: la de 1728, anónima; la de 1735, en la que ya reconocía ser el autor, y la de 1745, considerada definitiva.
La primera versión de The Dunciad (1728) fue inspirada por las críticas que algunos hicieron a su edición de las Obras de Shakespeare. El poema celebra a la diosa Dulness ("Estupidez" en español) y describe el trabajo de sus agentes, el más importante de los cuales es Lewis Theobald (1688-1744), un filólogo y crítico acerbo de la edición de Pope, cuyo cometido es difundir la decadencia, la imbecilidad y la falta de gusto en todo el reino de Gran Bretaña, en particular en el terreno literario. La segunda versión, de 1735, lleva por título Dunciad Variorum ("Variaciones sobre La Soseida"); Pope ya asume la autoría. La tercera apareció completa en 1743 y también ostenta un título distinto (The New Dunciad / Nueva Dunciada), distribuye el argumento en cuatro libros y presenta a un héroe diferente, el dramaturgo Colley Cibber (1671- 1757).
Este poema inspiró otro con el mismo título en francés de Charles Pelissot de Montenoy (1730-1714), publicado en 1764.